# مایکل نورمن
مایکل نورمن (انگلیسی: Michael Norman؛ زادهٔ ۳ دسامبر ۱۹۹۷) دونده اهل ایالات متحده آمریکا است.